# پل گارسیا
پل گارسیا (انگلیسی: Pol García؛ زادهٔ ۱۸ فوریهٔ ۱۹۹۵) بازیکن فوتبال اهل اسپانیا است.
از باشگاه‌هایی که در آن بازی کرده‌است می‌توان به باشگاه فوتبال ویچنزا ویرتوس، باشگاه فوتبال اسپانیول، باشگاه فوتبال خوارز، باشگاه فوتبال یوونتوس، باشگاه فوتبال کرمونزه، باشگاه فوتبال کروتونه، باشگاه فوتبال لاتینا، باشگاه فوتبال سنت ترویدنس، باشگاه فوتبال کومو، و باشگاه فوتبال بارسلونا اشاره کرد.
وی همچنین در تیم ملی فوتبال زیر ۱۷ سال اسپانیا بازی کرده‌است.